# 마리아노 포르투니 (화가)
마리아노 포르투니(Marià Fortuny, 본명: Marià Josep Maria Bernat Fortuny i Marsal, 1838년 6월 11일~1874년 11월 21일)는 국제적으로 명성을 얻은 스페인의 화가이다. 낭만주의, 오리엔탈리즘 주제의 매료, 실증주의적 풍속화, 스페인 식민지 확장의 군사화 등 당시의 예술에서 공통적으로 볼 수 있는 수많은 주제의 작품을 만들어냈다.
카탈루냐 타라고나 주변 레우스에서 태어났다. 유아 시기에 아버지가 죽고, 12세에 어머니가 죽으면서 고아가 됐다.

## 갤러리

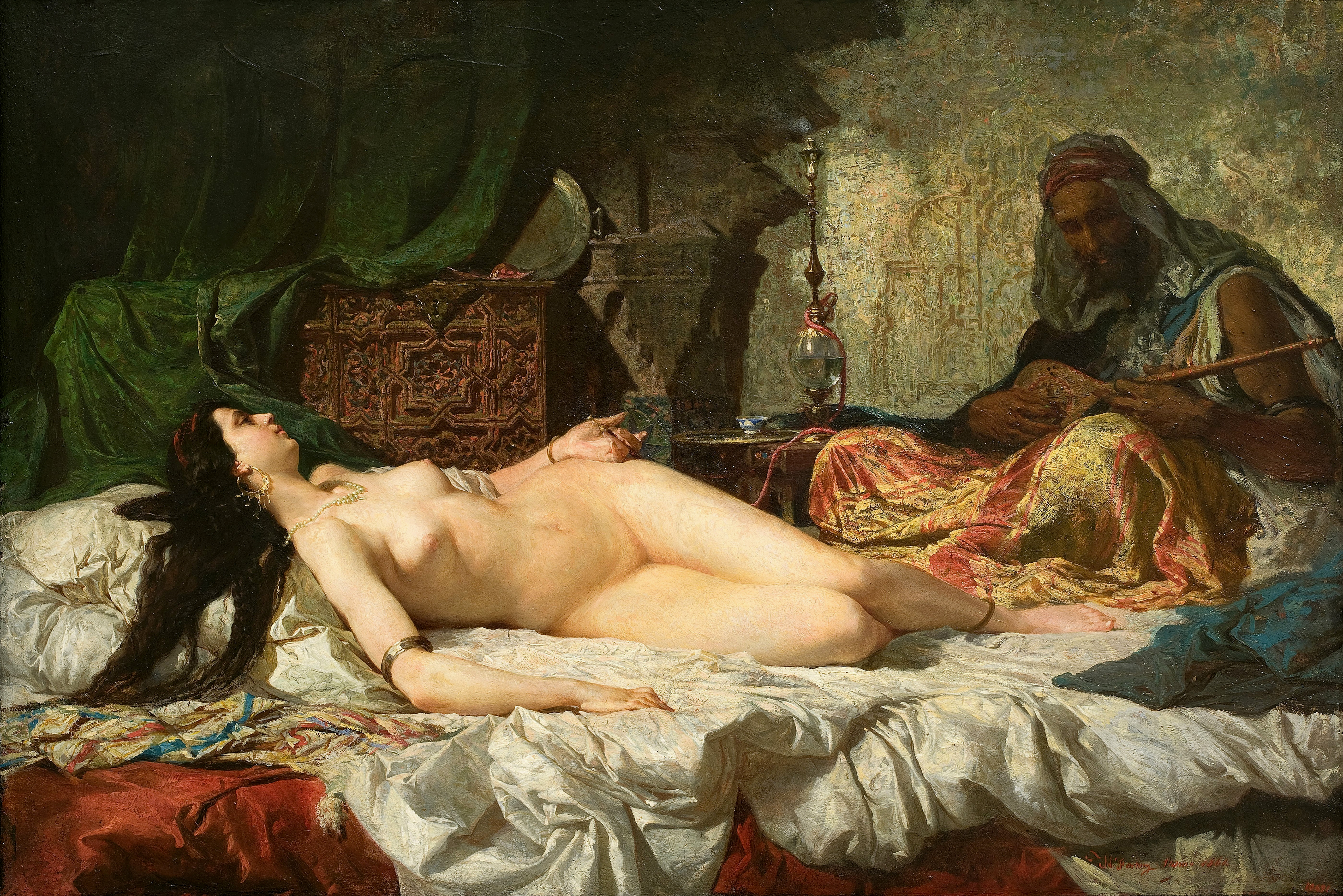
《오달리스크》, 1861년, 카탈루냐 미술관
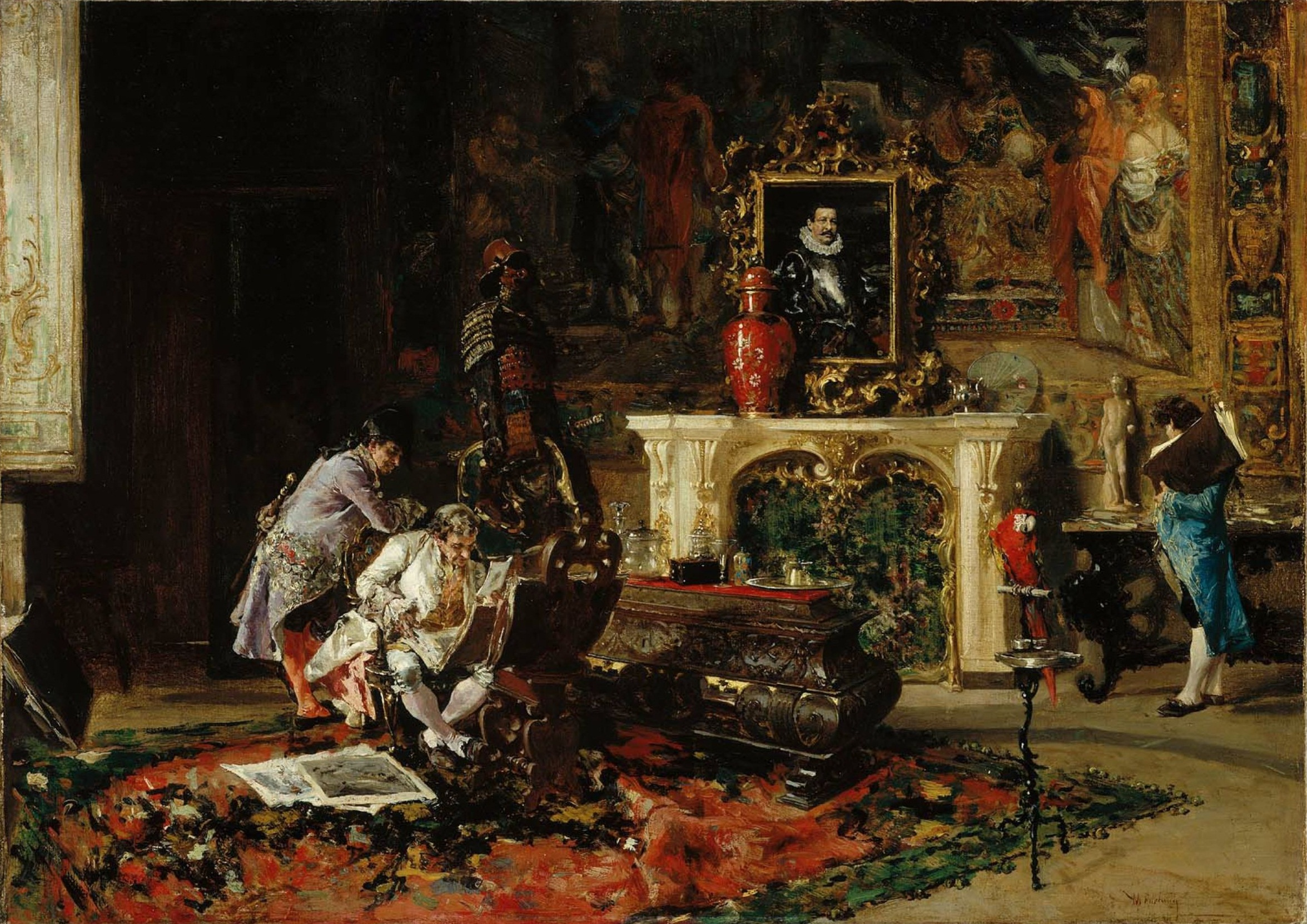
The Print Collector, 1863
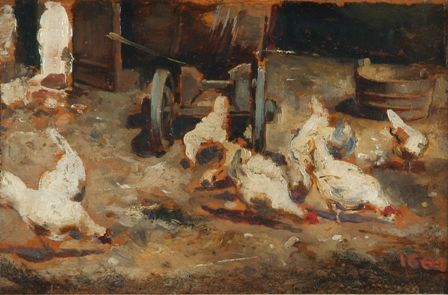
Chicken Coop, c. 1864
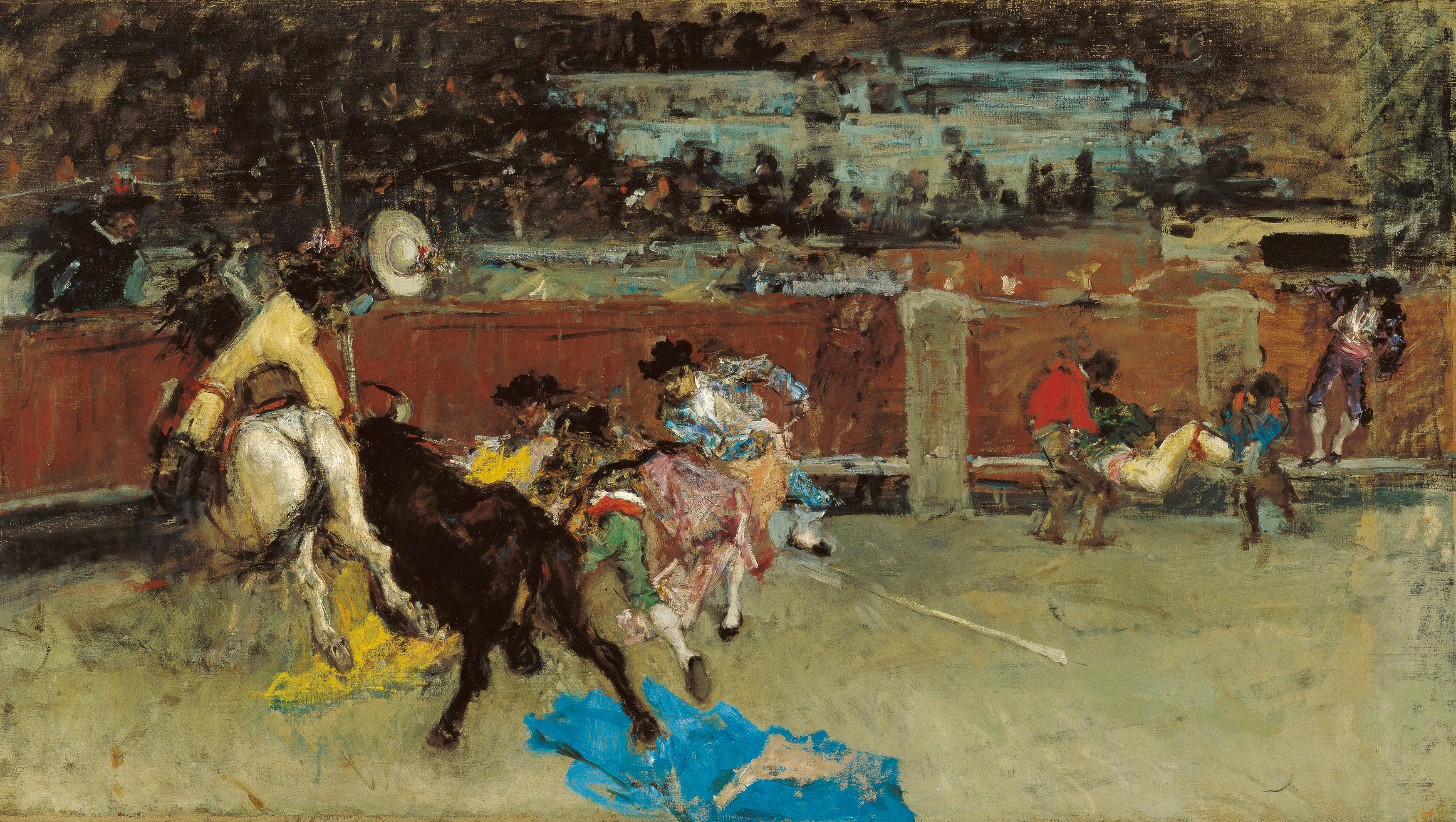
Bullfight. Wounded Picador, c. 1867
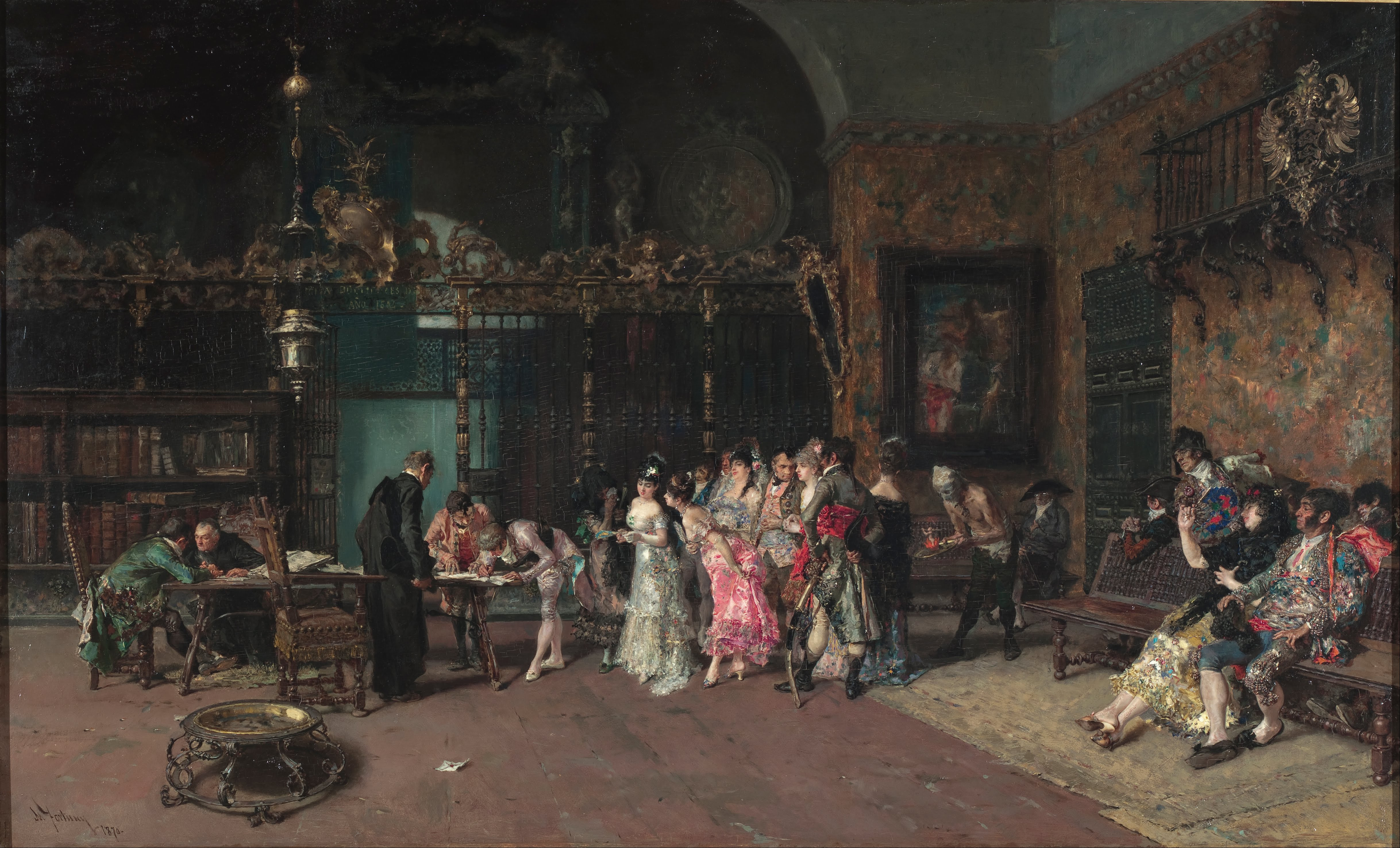
The Spanish Wedding, Museu Nacional d'Art de Catalunya, 1870
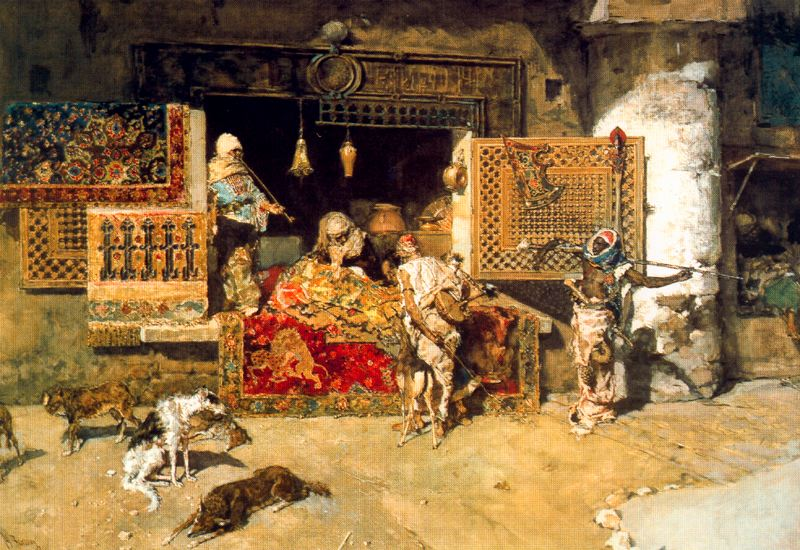
The Tapestry Seller, 1870
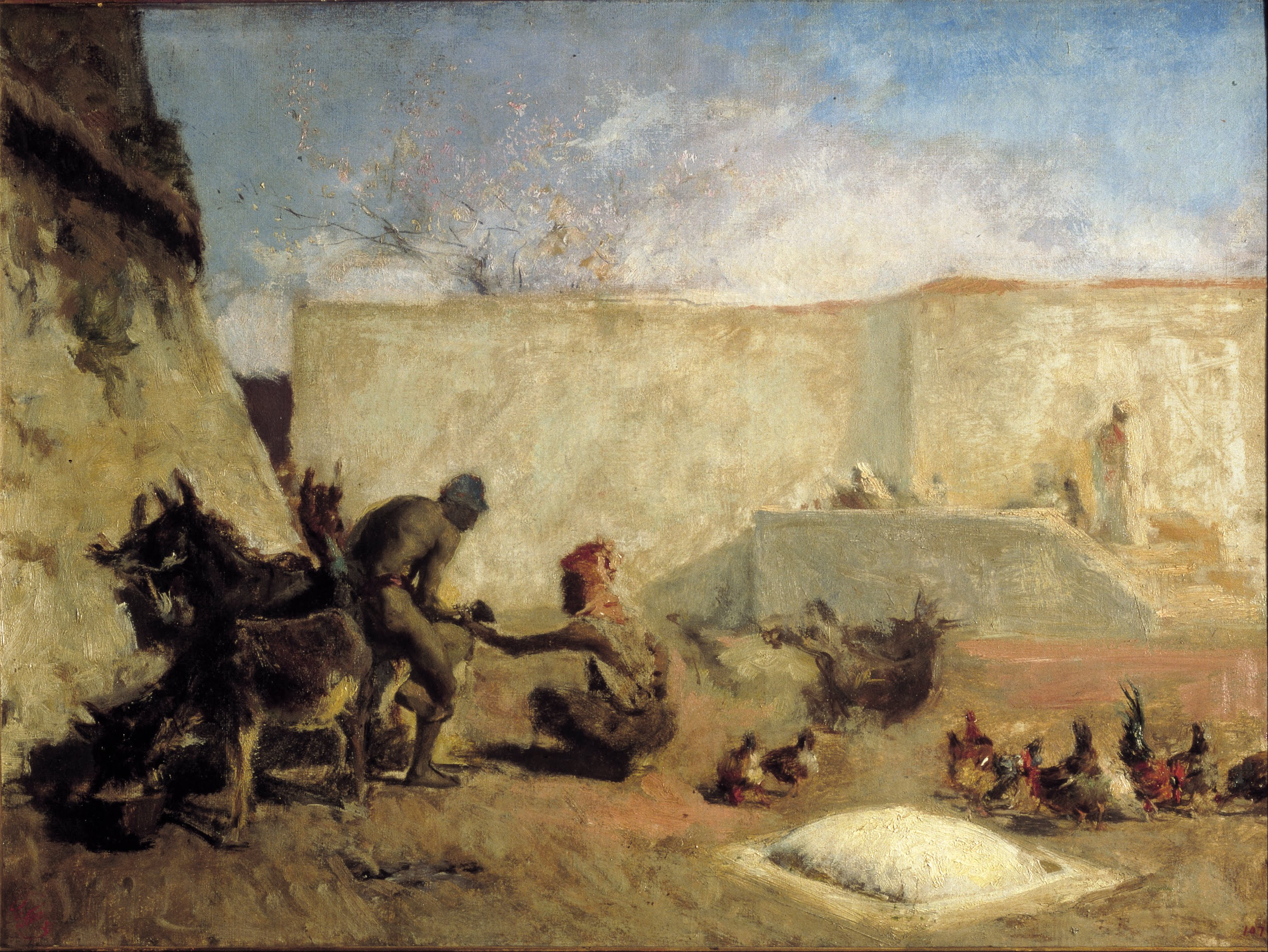
Moroccan Horseshoer, c. 1870
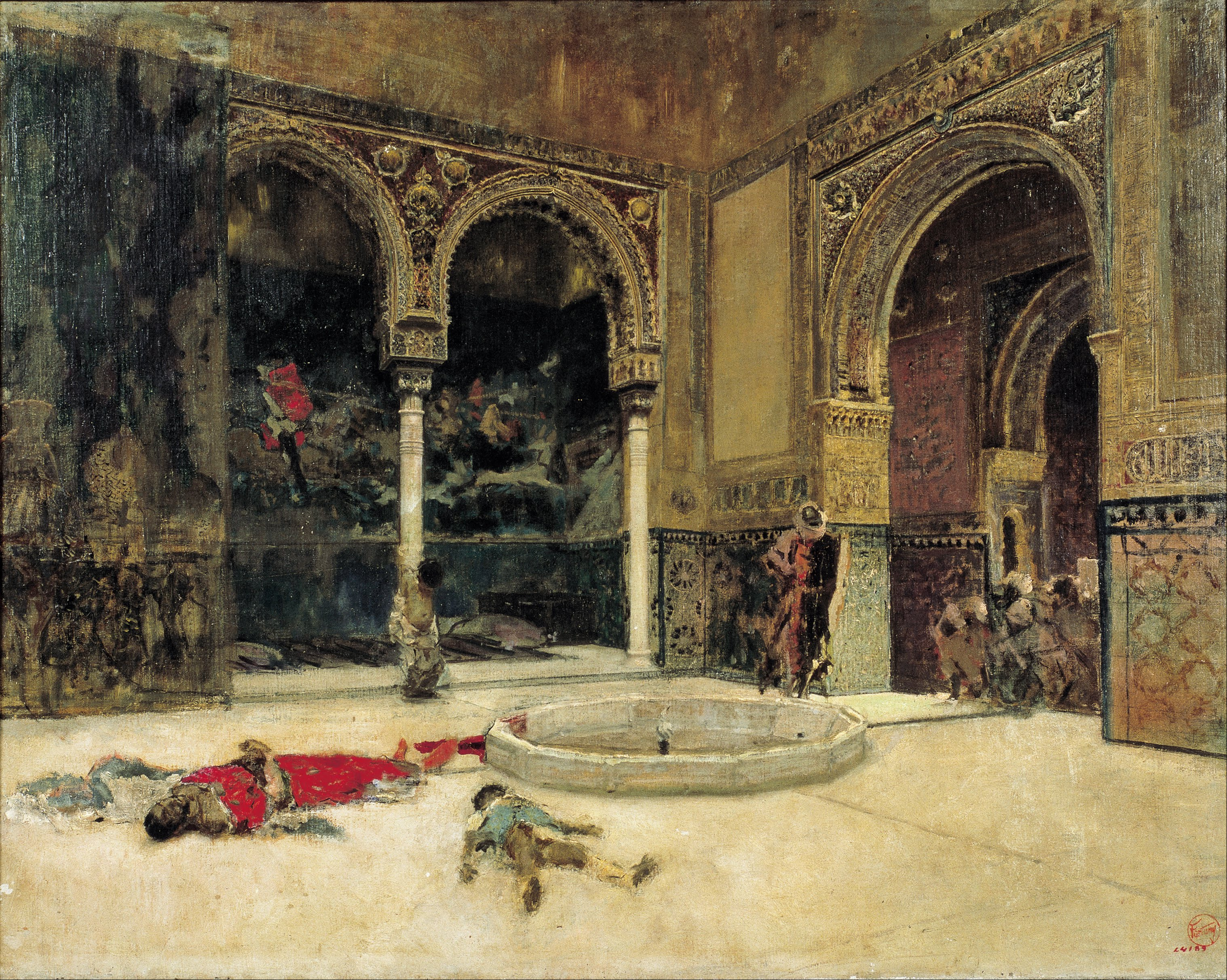
The Slaying of the Abencerrages, c. 1870
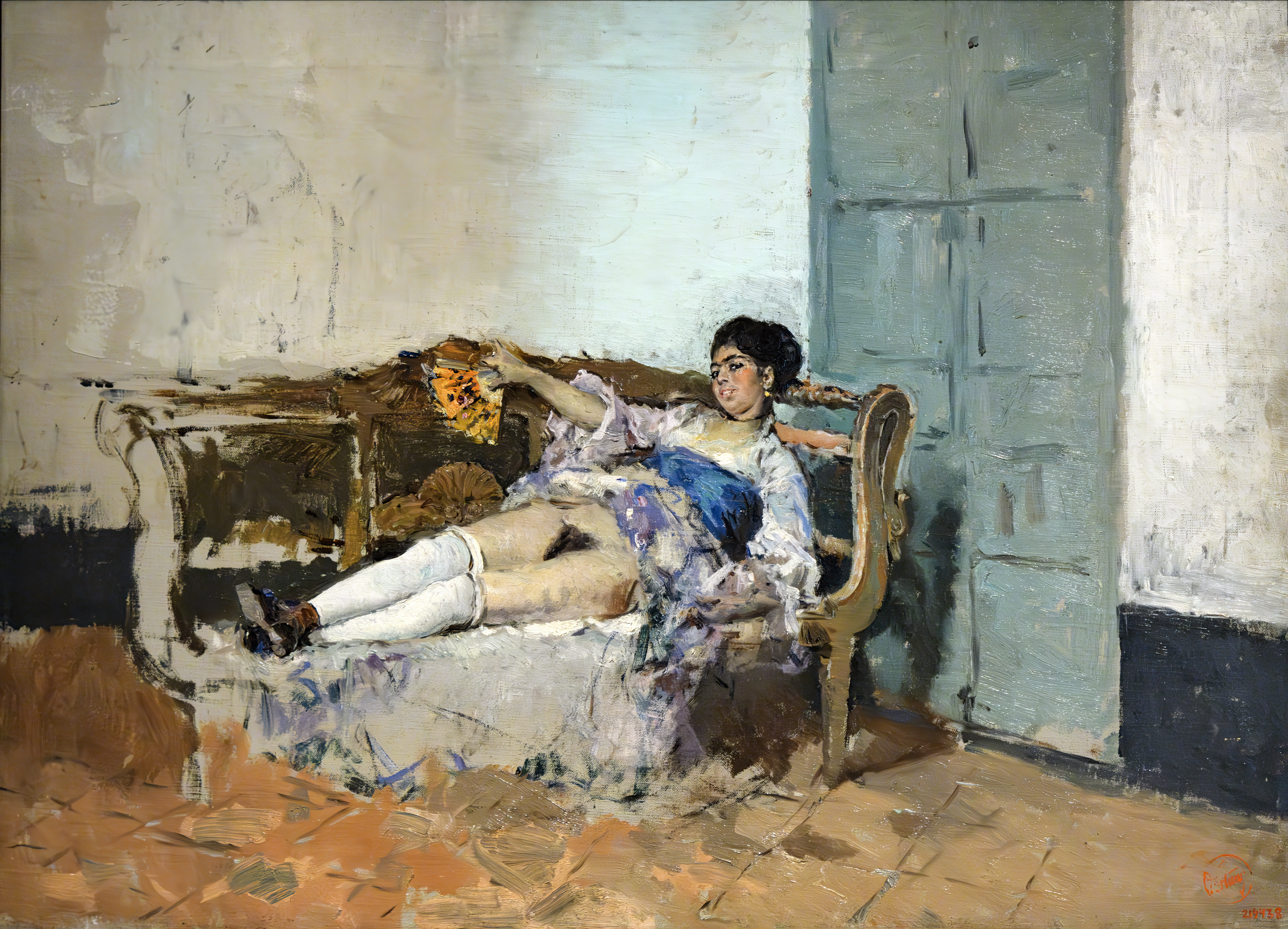
Carmen Bastian, c. 1871

## 같이 보기
- 오리엔탈리즘